# Großdolmen von Dwasieden

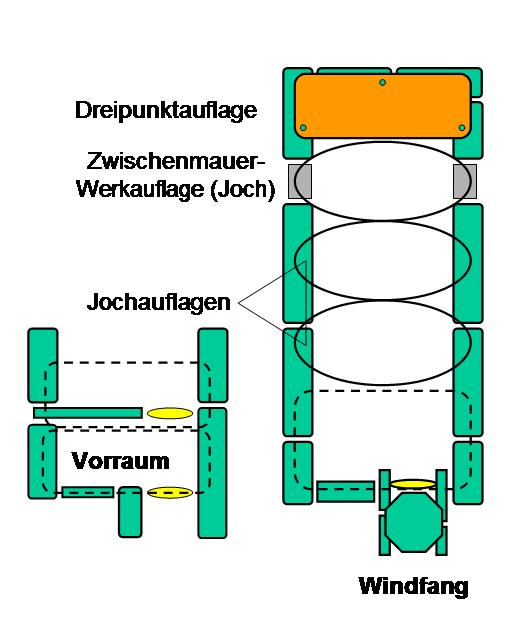
Schema Großdolmen

Der Großdolmen von Dwasieden, einem Ortsteil von Sassnitz, liegt auf der Halbinsel Jasmund auf der Insel Rügen in Mecklenburg-Vorpommern. Er wurde 1970 von Ewald Schuldt ausgegraben und trägt die Sprockhoff-Nr. 472. Die Megalithanlage der Trichterbecherkultur (TBK) entstand zwischen 3500 und 2800 v. Chr. „Neolithische Monumente sind Ausdruck der Kultur und Ideologie jungsteinzeitlicher Gesellschaften. Ihre Entstehung und Funktion gelten als Kennzeichen der sozialen Entwicklung“.
Die Anlage wurde im Jahre 1806 von dem in Greifswald geborenen Maler Caspar David Friedrich (1774–1840) gemalt. Die Zeichnungen und Skizzen befinden sich im Ashmolean Museum of Art & Archaeology von Oxford.

## Beschreibung
Der Großdolmen befindet sich nahe dem südwestlichen Waldrand des Forstes südlich vom Ortsteil Lancken, keine 500 m von der Ostsee. Er liegt in einem etwa Nordost-Südwest-orientierten, trapezoiden Hünenbett von etwa 35 m Länge und 12,5 bzw. 7,5 m Breite. Von den 54 Randsteinen – inklusive der vier Wächtersteine – sind 41 erhalten. Die am breiten Ende des Hünenbettes rechtwinkelig eingebaute, etwa Ost-West-orientierte Kammer mit ihrem äußerst seltenen da im Westen liegenden Zugang und Windfang besteht aus sieben Tragsteinen, einem trägerhohen Halbstein und fünf Platten, auf denen sich drei mächtige (auf der Kammer) und drei kleine Decksteine befanden. Der mittlere Deckstein der Kammer fehlt. Einer der vier Wächtersteine am südwestlichen Ende, der bereits in der Vorzeit umgestürzt ist, hat 40 Schälchen, ein Stein der Einfassung trägt drei weitere. Die Anlage ist ein Musterbeispiel der für diese Region typischen „Großdolmen mit Windfang“. Ein zwei Meter langer Windfang führt an dem trägerhohen Halbstein vorbei bis in die 4,0 m lange, 1,7 m breite und 1,4 m hohe Kammer. Die Diele besteht aus Rotsandsteinplatten, geglühtem Feuerstein und Lehmestrich.
Es wurden weder menschliche Gebeine oder Leichenbrand gefunden, jedoch eine Nachnutzung durch die Träger der Kugelamphorenkultur (KAK) festgestellt. Zu den Beigaben gehören 1777 Scherben, die größte Anzahl von zerscherbter Keramik in einer Anlage in Mecklenburg-Vorpommern, ferner 19 Klingen, elf Bernsteinperlen (davon zwei doppelaxtförmig), acht Näpfe, sechs Querschneider, sechs Klingenkratzer, fünf doppelkonische Gefäße, fünf Schüsseln, zwei Trichterschalen, ein Schaber, ein Schlagstein und ein Schmalmeißel.

Dolmen von Dwasieden
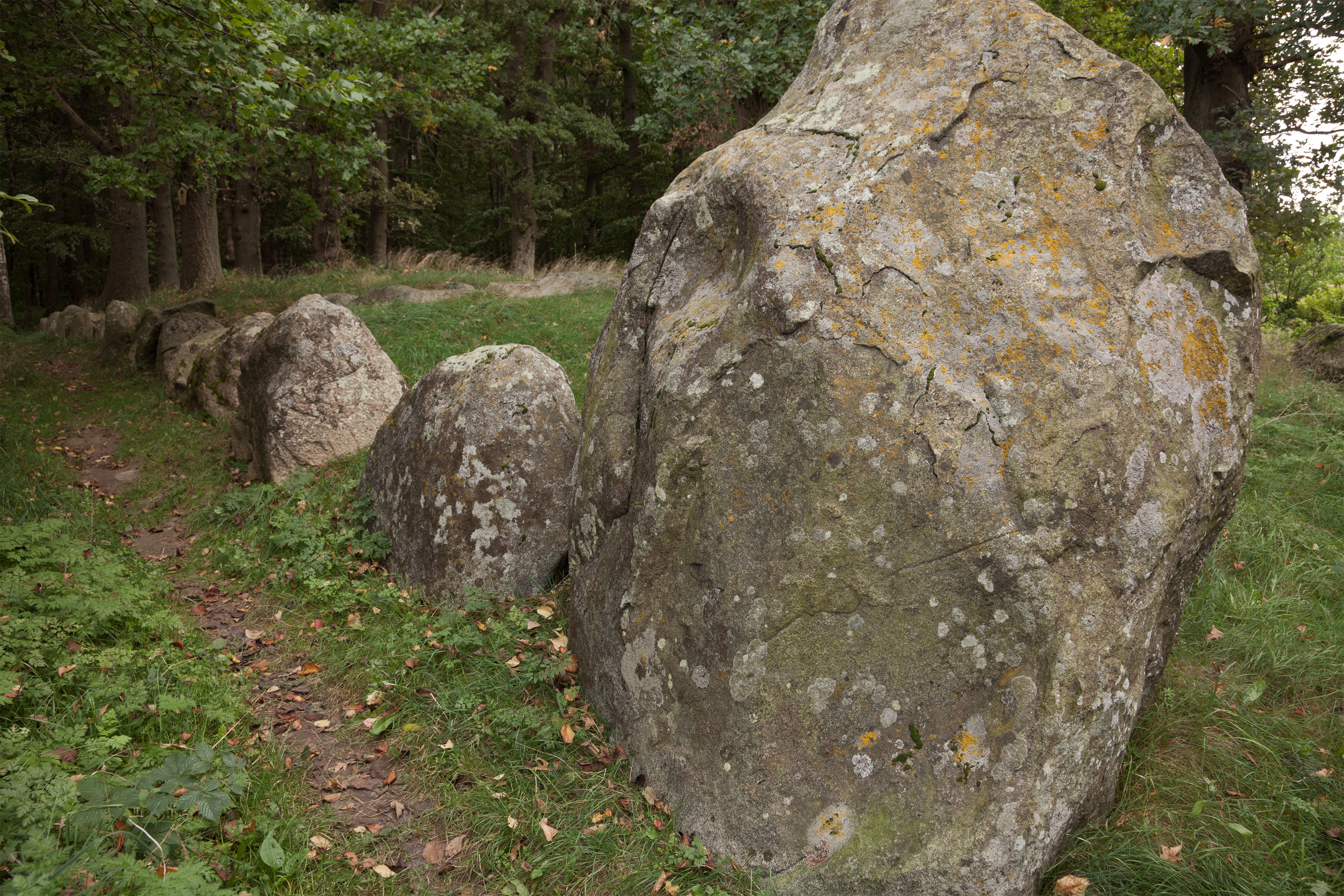
Wächterstein der Einfassung
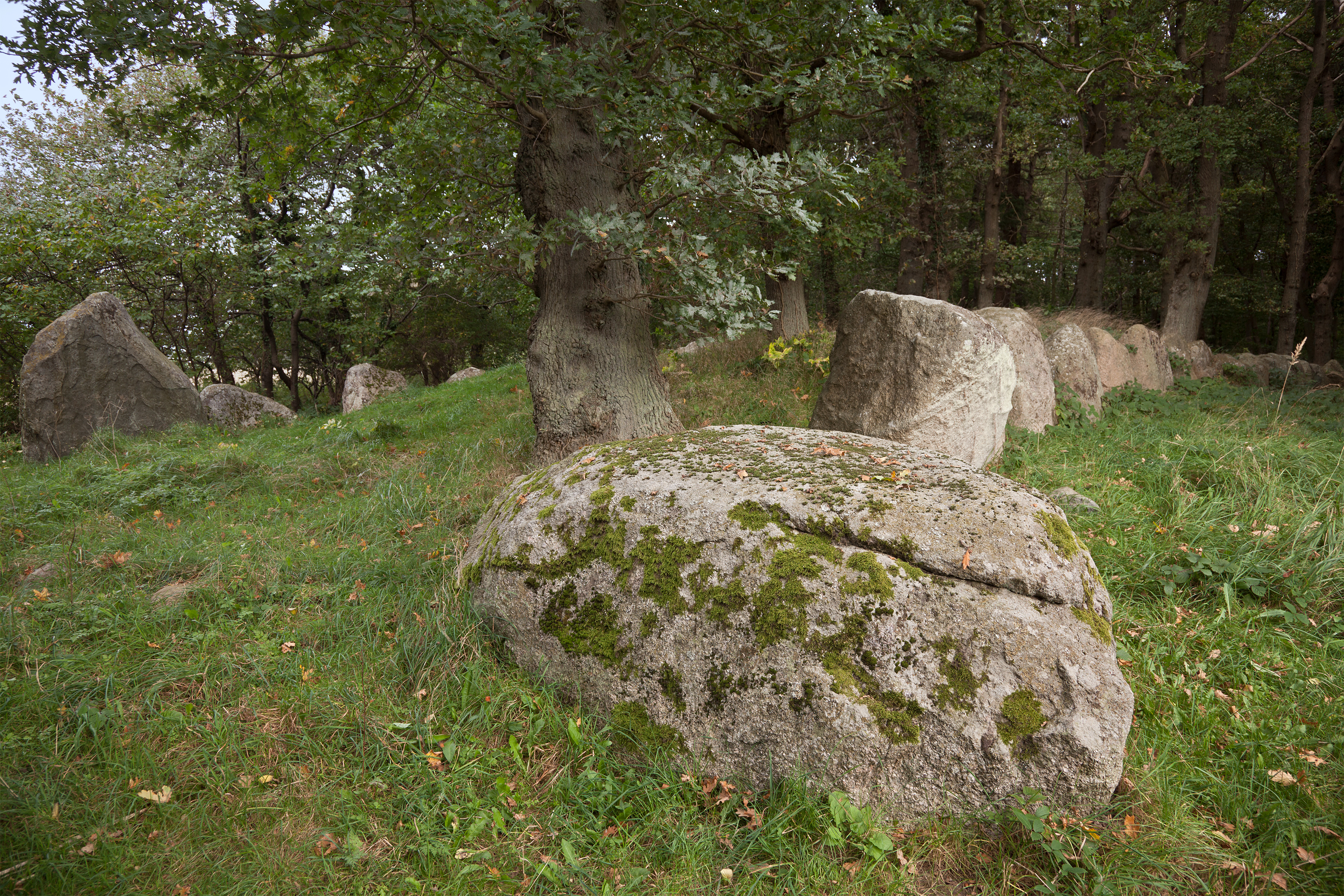
Umgestürzter Wächterstein
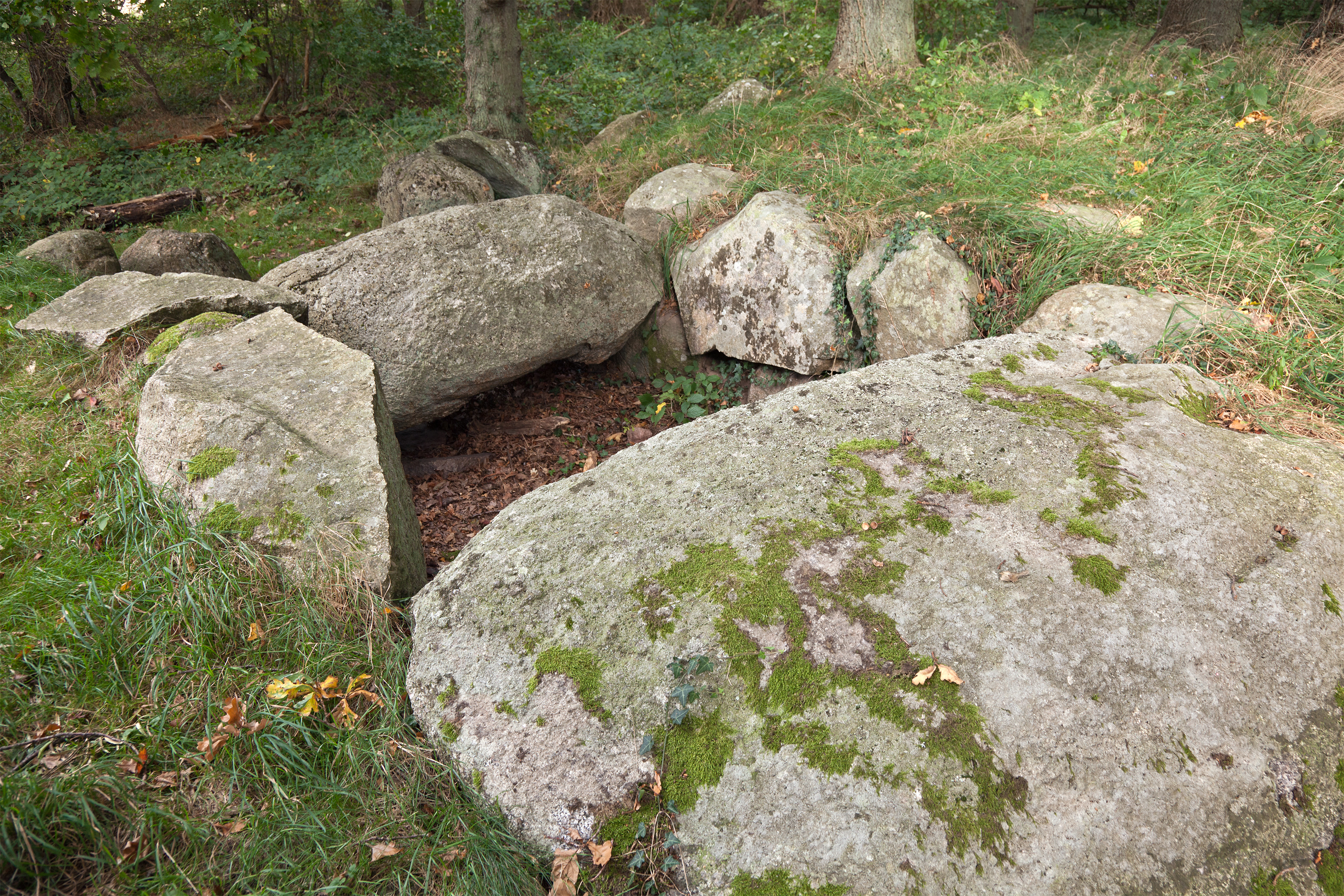
Blick auf die Kammer